# Aubergenville
Aubergenville [obɛʁʒɑ̃vil] ist eine französische Gemeinde mit 12.540 Einwohnern (Stand 1. Januar 2022) im Département Yvelines in der Region Île-de-France. Sie ist Hauptort des Kantons Aubergenville.
Die Bewohner werden Aubergenvillois und Aubergenvilloises genannt.

## Geographie
Aubergenville erstreckt sich südlich der Seine, 41 Kilometer westlich von Paris und 13 Kilometer östlich von Mantes-la-Jolie. Die umliegenden Gemeinden sind Flins-sur-Seine im Osten, Épône und Nezel im Westen sowie Aulnay-sur-Mauldre und Bazemont im Süden. Im Norden liegt die Gemeinde Juziers.
Das Zentrum von Aubergenville liegt an einem Hang, es besteht aus dem alten Dorf, einer sich anschließenden zone d'aménagement concerté - ZAC (eine staatlich geförderte Entwicklungszone) und einem Stadtteil aus den 1970er Jahren um das ehemalige Schloss Acosta mit einem großen Bestand an öffentlichem Wohnungsbau.
Im Stadtgebiet um die Seine befindet sich der Bahnhof, verschiedene Geschäftsbereiche mit dem Einkaufszentrum Family Village, einem Erlebnisbad (Die Bäder von der Seine und Mauldre, eröffnet im Juni 2009) und die Gartenstadt von Élisabethville.

## Geschichte

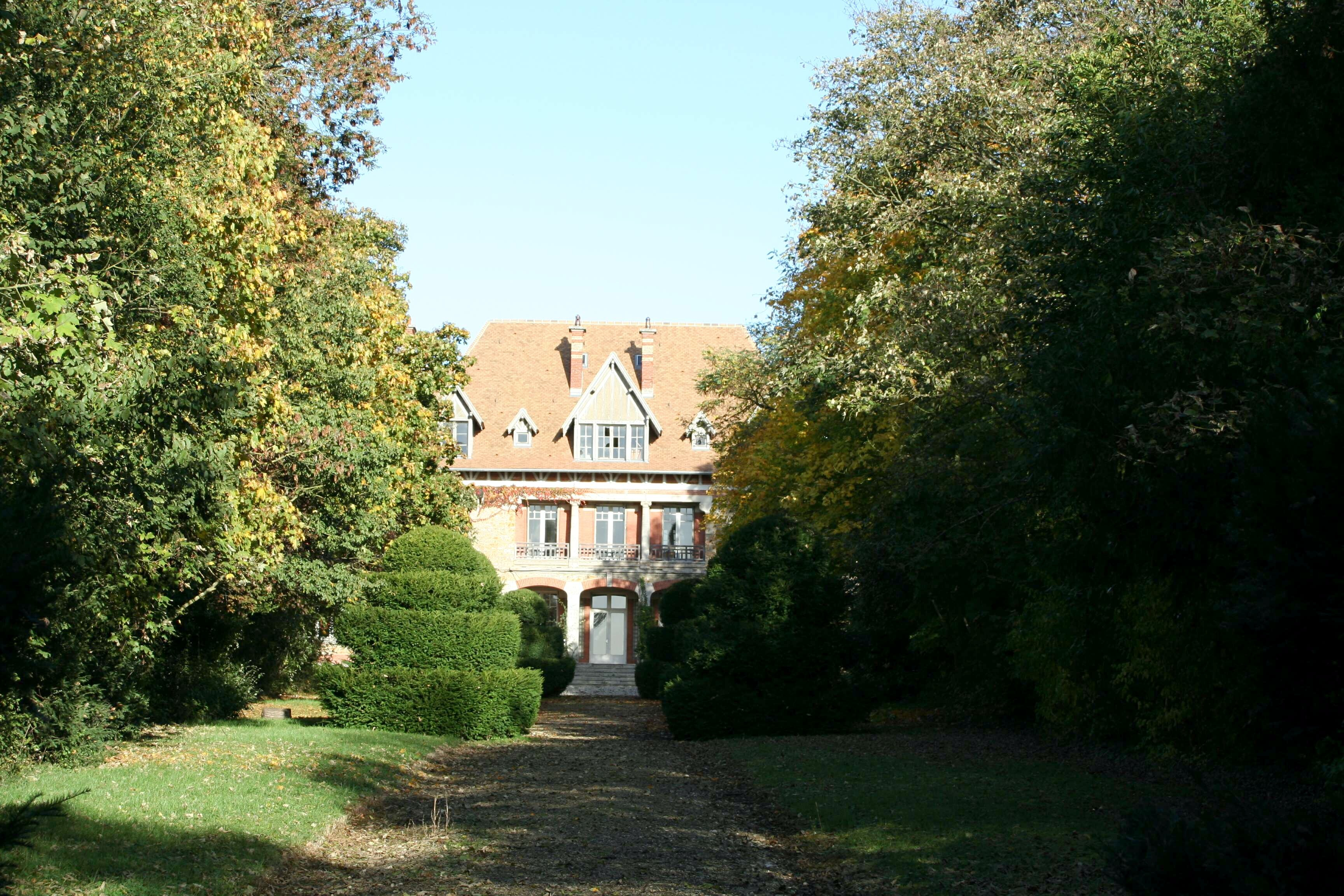
Schloss Montgardé

Die Gründung der Stadt Aubergenville erfolgte im 11. Jahrhundert. Es war damals ein Schloss im Lehen des Pierre d’Aubergenville.
Es gab drei Burgen in der Gemeinde:
- Heute ist noch das Schloss Montgardé erhalten, es liegt auf der Anhöhe von Nezel mit Blick auf den Fluss Mauldre.[2]
- Das Château de la Garenne, das im Seine-Tal lag, wurde zerstört, um Platz für den Bau der Autofabrik der Firma Renault im Jahr 1952 zu schaffen.
- Das Schloss Acosta in der Nähe des Ortskerns wurde im Jahr 1965 für Errichtung neuer Wohnanlagen abgetragen.

1843 wurde der Bahnhof auf der Strecke Paris–Rouen gebaut.
Deutliche Impulse für die Entwicklung der Stadt kamen ab dem Jahr 1952 nach der Errichtung einer Fabrikationsanlage der Firma Renault.

## Wirtschaft

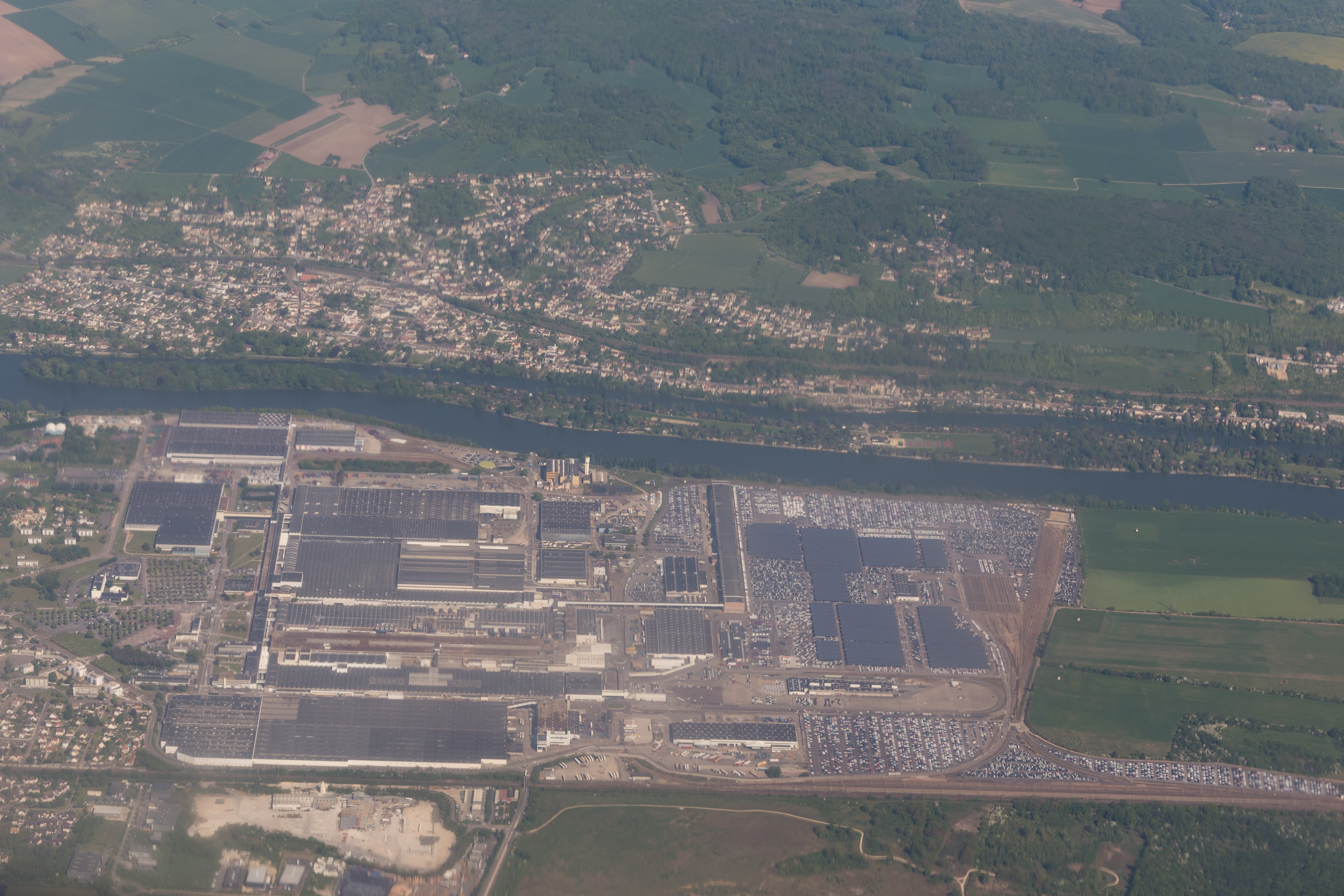
Renault-Werk Flins, dahinter die Seine und Juziers

- Automobilbau-Firma Renault: im Renault-Werk Flins, das überwiegend im Stadtgebiet von Aubergenville (Boulevard Pierre Lefaucheux) als auch auf dem Gebiet der Nachbargemeinde Flins-sur-Seine liegt, werden die Fahrzeugtypen Twingo I, Clio III gefertigt.[4]
- Family Village[5]
- Landwirtschaft: Gartenbau im Tal, große Getreideanbauflächen auf der  Hochebene

## Verkehr

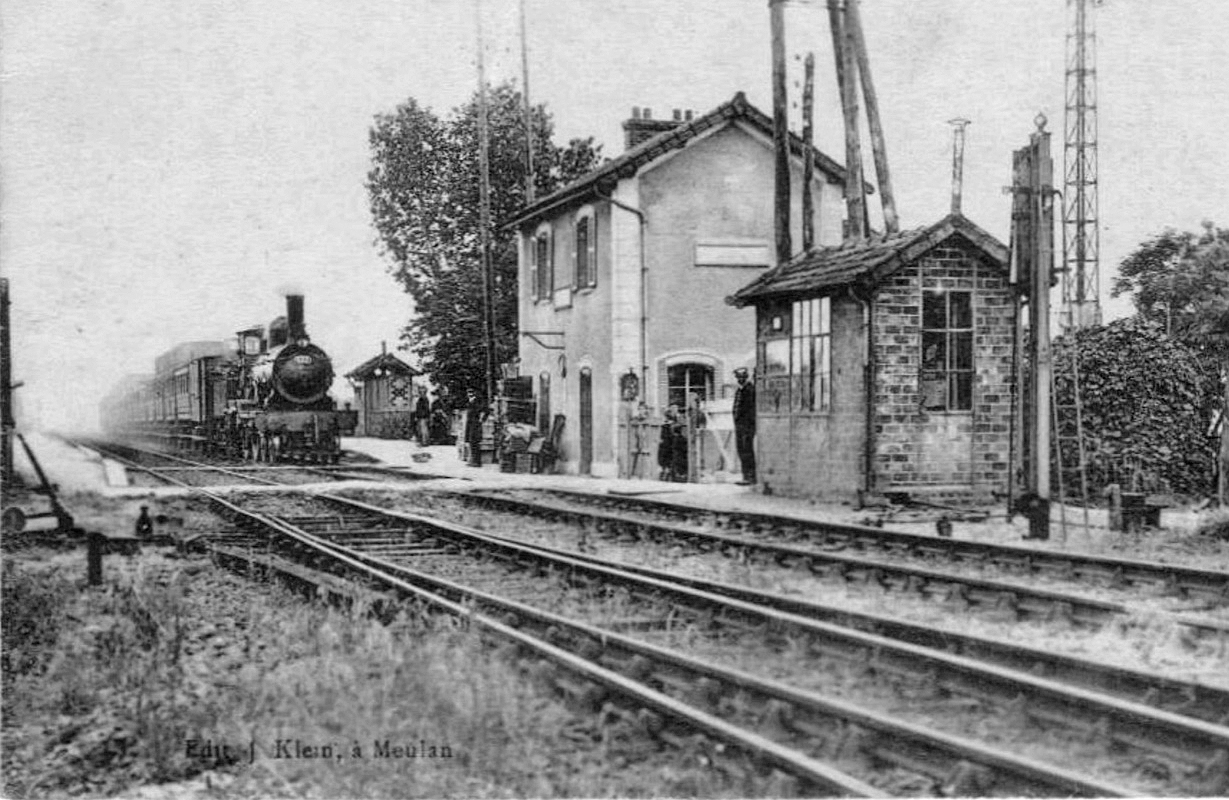
Bahnhof Aubergenville (1900)

Aubergenville hat einen Bahnhof (Gare d’Aubergenville, seit 1930 Gare d’Aubergenville-Élisabethville) an der Bahnstrecke Paris–Le Havre, der 1891 von der Compagnie des chemins de fer de l’Ouest eröffnet wurde. Aktuell wird er von Vorortzügen der Linie J des Transilien-Netzes bedient.
Die Stadt liegt verkehrsgünstig an der Nationalstraße N 13 und der Normandie-Autobahn A 3 – Anschlussstelle 9 (Flins-sur-Seine) – sowie der Seine als Wasserstraße.

## Kultur
Die Stadt beteiligt sich am französischen Gartenbauwettbewerb Concours des villes et villages fleuris und wurde 2005 erstmals mit einem Preis ausgezeichnet.
Seit Ende der 1970er Jahre findet das Maifest statt. Den Namen erhielt die zweitägige Veranstaltung, da sie zunächst immer am letzten Wochenende im Mai stattfand. In den 90er Jahren wurde eine Veränderung dahingehend vorgenommen, dass die Veranstaltung seitdem immer an Pfingsten ausgetragen wurde. Ein wesentlicher Grund für die Verlegung, des inzwischen „Fêtes d‘Aubergenville“ genannten Stadtfestes war die bessere Verfügbarkeit von Gästen und Gastgebern, da Dreh- und Angelpunkt die Begegnung mit Gästen aus Dieburg und später auch den anderen Partnerstädten war und ist. Das Fest spielt sich im Wesentlichen im, nach der früheren Bürgermeisterin und Mitbegründerin der Verschwisterung mit Dieburg benannten, Nelly-Rodi-Park ab. Weiterhin gab es bis 2019 jeweils einen Festzug durch die Stadt, der Ende der 1970er Jahre als „Corso fleuri“ („Blumenumzug“) ins Leben gerufen wurde.

## Bauwerke
Siehe auch: Liste der Monuments historiques in Aubergenville
- Kirche Saint-Ouen in der Mitte der Altstadt, erbaut im 12. Jahrhundert. Der massive quadratische Turm wurde im 14. Jahrhundert ergänzt. Die Kirche wurde 1766 mit Schiefer eingedeckt.[8]
- Die Kirche der heiligen Teresa von Jesus befindet sich Élisabethville, sie wurde 1927 nach Plänen des Architekten Paul Tournon errichtet. Sie ist nach dem Vorbild Unserer Lieben Frau von Raincy, eine der ersten Kirchen in Beton in Frankreich, gebaut. Die Skulpturen an der Fassade wurden aus Beton fertigt, sie sind das Werk des Bildhauers Carlo Sarrabezolles. Das Gebäude steht unter Denkmalschutz.[9]
- Dolmen von La Noue de Bie
- Schloss Montgardé aus dem 18. Jahrhundert
- Evangelische Kirche in der Ortschaft Vaux-les-Huguenots

## Filme
Folgende Filme wurden in Aubergenville gedreht:
- 1972: Durch Paris mit Ach und Krach (Elle court elle court la banlieue)[10]
- 2006: Dans ma bulle

## Städtepartnerschaften
Aubergenville unterhält Partnerschaften mit:
- Dieburg (Deutschland), seit 1975,[11]
- Bełchatów (Polen) - seit 1997
- Horndean (Vereinigtes Königreich) - seit 1998
- Alcobaça (Portugal) - seit 1997

## Persönlichkeiten
- Claire Bové (* 1998), Ruderin
- Neal Sako (* 1998), Basketballspieler